# Dmitri Lobkov
Dmitri Vladímirovich Lobkov –en ruso, Дмитрий Владимирович Лобков– (Múrom, URSS, 2 de febrero de 1981) es un deportista ruso que compitió en patinaje de velocidad sobre hielo. Ganó una medalla de plata en el Campeonato Mundial de Patinaje de Velocidad sobre Hielo en Distancia Individual de 2004, en la prueba de 500 m.

## Palmarés internacional
| Campeonato Mundial en Distancia Individual | Campeonato Mundial en Distancia Individual | Campeonato Mundial en Distancia Individual | Campeonato Mundial en Distancia Individual |
| Año                                        | Lugar                                      | Medalla                                    | Prueba                                     |
| ------------------------------------------ | ------------------------------------------ | ------------------------------------------ | ------------------------------------------ |
| 2004                                       | Seúl (Corea del Sur)                       | Medalla de plata                           | 500 m                                      |